# Örömút
Az örömút egy katolikus ájtatosság, melyet általában a húsvét és pünkösd közötti időszakban gyakorolnak. A keresztúthoz hasonlóan stációkból áll, amelyek a föltámadás utáni újszövetségi eseményeket, és a föltámadt Krisztus tanítványaival való egy-egy találkozását örökítik. Ezeken az újszövetségi jeleneteken a keresztény hívek elmélkedhetnek. Ennek gyakorlásához elhelyeznek 14 állomást (stációt). Protestáns felekezetek nem gyakorolják.

## Története
Louis Évely (1910 – 1985. augusztus 30.) belga katolikus pap, író elmélkedés-sorozatot tartott szent Charles de Foucauld közösségének, melyről könyv is jelent meg 1968-ban „Le chemin de joie” (Az öröm útja) címmel. Ebben beszél arról, hogy a keresztút ájtatosság mintájára a húsvét és pünkösd közötti időszakban lehetne elmélkedni olyan újszövetségi eseményekről, melyek a feltámadás után történtek Jézussal, az apostolokkal, az első tanítványokkal. Hét stáció eseményeiről tartott elmélkedést:
1. Jézus megjelenik Mária Magdolnának
2. Az emmauszi tanítványok
3. A csodás halfogás
4. Szent Tamás
5. Jézus megjelenik Szent Pálnak
6. Szűz Mária
7. Mennybemenetel

A világon sok közösség átvette ezt a gondolatot és sok helyen népszerű gyakorlattá vált az Örömút ájtatosság.
A 2000. jubileumi Szentév alkalmából megjelent a Vatikánban e stációsorozat, amely a keresztút hagyományát követve tizennégy állomást tartalmaz.

## Állomásai (stációk)
1. Jézus föltámad halottaiból
2. A tanítványok látják az üres sírban hagyott lepleket
3. Jézus megjelenik Mária Magdolnának
4. Jézus megjelenik az emmauszi tanítványoknak
5. Az emmauszi tanítványok fölismerik Jézust a kenyértörésben
6. Jézus megjelenik a tizenegy apostolnak
7. Jézus hatalmat ad tanítványainak a bűnök bocsánatára
8. Jézus megjelenik Tamásnak
9. Jézus megjelenik az apostoloknak Tibériás tavánál
10. Jézus átadja a főhatalmat Péternek
11. Jézus tanítványait a világba küldi
12. Jézus a mennybe megy
13. Az apostolok Máriával együtt imádkozva várják a Szentlélek eljövetelét
14. Krisztus elküldi a Szentlelket

A templomokban a 14 stációképet a falon körbe helyezik el.  Előzményének tekinthető a keresztút ájtatosság, melyet különösen a nagyböjt idején gyakorolnak.